# Idiocerus opacus
Idiocerus opacus är en insektsart som beskrevs av Anufriev 1978. Idiocerus opacus ingår i släktet Idiocerus och familjen dvärgstritar. Inga underarter finns listade i Catalogue of Life.